# Robert Roswell Palmer
Pour les articles homonymes, voir Robert Palmer et Palmer.
Robert Roswell Palmer (11 janvier 1909 – 11 juin 2002), est un historien américain, spécialisé dans le XVIIIe siècle français. Il est l'un des historiens de la civilisation atlantique. Avec Jacques Godechot, il a promu le concept de révolution atlantique.
Né à Chicago, Illinois ( États-Unis), Robert R. Palmer obtient un Bachelor of Philosophy à l'université de Chicago en 1931 et un Doctor of Philosophy à l'université Cornell en 1934. En 1936, il commence à enseigner à l'université de Princeton où il reste pendant une trentaine d'années. Il a trois enfants, parmi lesquels Stanley Palmer, aussi historien à l'Université du Texas à Arlington.